# Elmas Mehmed Pacha
Elmas Mehmed Pacha (né à Doğanyurt en 1660 et mort le 11 septembre 1697) est un grand vizir ottoman de 1695 à 1697.
Elmas Mehmed ou Mehmet est pacha de Bosnie sous le règne du sultan Ahmet II. Il est nommé  grand vizir de l'Empire ottoman en 1695 par Moustafa II. Il est défait et tué sur les bords de la Tisza lors de la bataille de Zenta par le prince Eugène de Savoie le 11 septembre 1697.